# Bettiah
Bettiah (en hindi: बेतिया ) es una ciudad de la India, centro administrativo del distrito de Pashchim Champaran, en el estado de Bihar.

## Geografía
Se encuentra a una altitud de 82 m s. n. m. a 186 km de la capital estatal, Patna, en la zona horaria UTC +5:30.

## Demografía
Según estimación 2011 contaba con una población de 139 828 habitantes.